# Brezje-Dogoše-Zrkovci

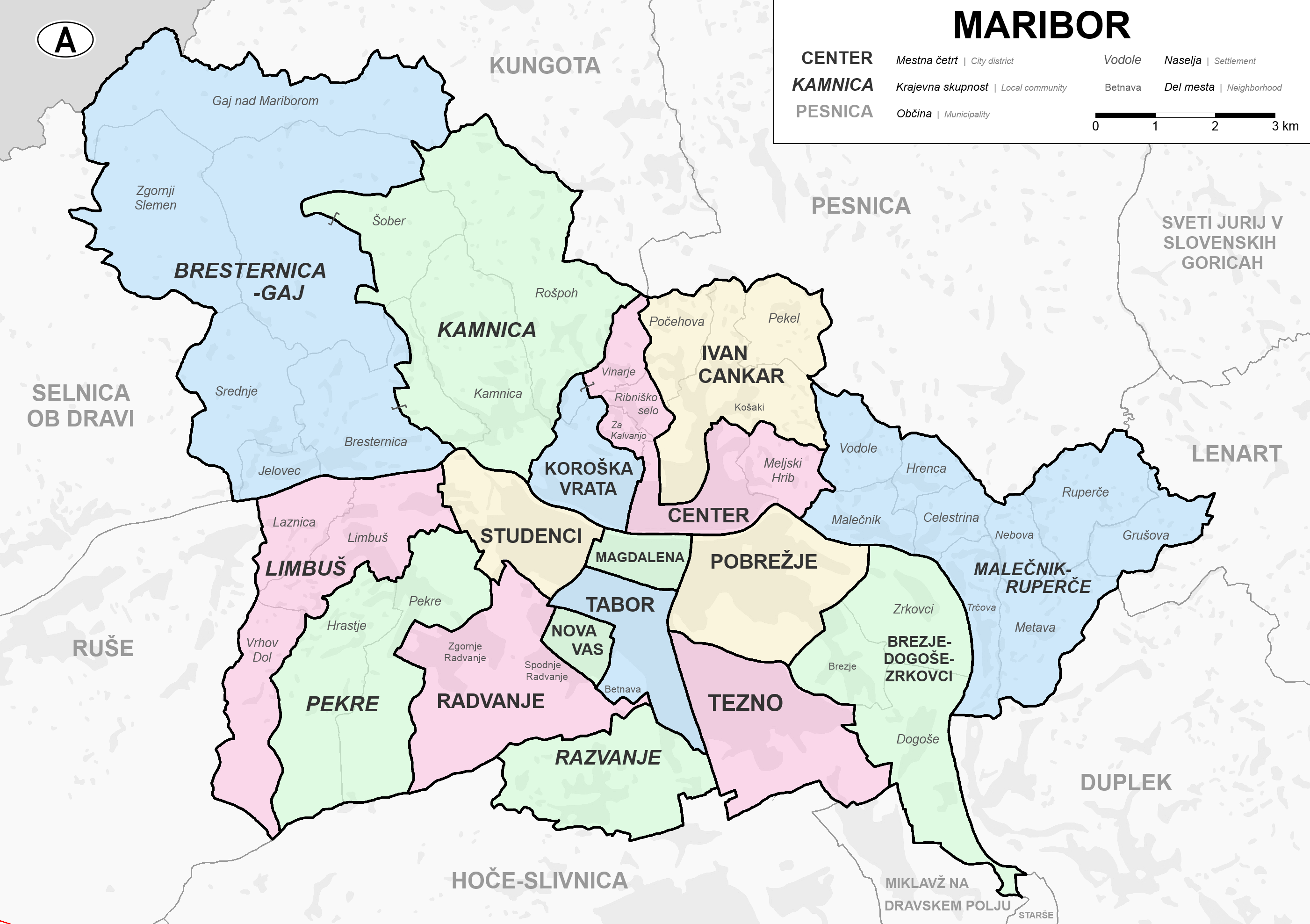
Stadtbezirke und Ortsgemeinschaften von Maribor

Mestna četrt Brezje-Dogoše-Zrkovci, Kurzform: MČ Brezje-Dogoše-Zrkovci (deutsch Stadtbezirk Brezje-Dogoše-Zrkovci) ist der Name eines Stadtbezirks  in der slowenischen Stadtgemeinde Maribor (Marburg an der Drau).

## Lage
Der Bezirk grenzt im Osten an die Gemeinde Duplek, im Südosten an die Gemeinde Miklavž, im Süden an den Bezirk Tezno, im Westen an den Gemeindebezirk Pobrežje sowie im Norden und Osten an die Drau.